# Phyllocnistis canariensis
Phyllocnistis canariensis är en fjärilsart som beskrevs av M. Hering 1927. Phyllocnistis canariensis ingår i släktet Phyllocnistis och familjen styltmalar.
Artens utbredningsområde är:
- Portugal.
- Spanien.

Inga underarter finns listade i Catalogue of Life.